# Ley Seis de Enero de 1915
Ley Seis de Enero de 1915 är en ort i Mexiko.   Den ligger i kommunen San Andrés Tuxtla och delstaten Veracruz, i den sydöstra delen av landet, 400 km öster om huvudstaden Mexico City. Ley Seis de Enero de 1915 ligger 413 meter över havet och antalet invånare är 106.
Terrängen runt Ley Seis de Enero de 1915 är lite bergig. Runt Ley Seis de Enero de 1915 är det ganska tätbefolkat, med 139 invånare per kvadratkilometer. Närmaste större samhälle är San Andres Tuxtla, 19,8 km söder om Ley Seis de Enero de 1915. Omgivningarna runt Ley Seis de Enero de 1915 är en mosaik av jordbruksmark och naturlig växtlighet.